# Margerine Eclipse
Margarine Eclipse – ósmy album studyjny brytyjskiej grupy Stereolab. Został wydany w 2004 roku. To zarazem pierwsza płyta grupy po śmierci Mary Hansen i to jej jest w sporej części poświęcona. W utworach 1. i 10. Zespołowi pomagał Jan St. Werbel z niemieckiej grupy Mouse on Mars.

## Lista utworów
1. "Vonal Declosion" – 3:34
2. "Need to Be" – 4:50
3. "...Sudden Stars" – 4:41
4. "Cosmic Country Noir" – 4:47
5. "La Demeure" – 4:36
6. "Margerine Rock" – 2:56
7. "The Man with 100 Cells" – 3:47
8. "Margerine Melodie" – 6:19
9. "Hillbilly Motobike" – 2:23
10. "Feel and Triple" – 4:53
11. "Bop Scotch" – 3:59
12. "Dear Marge" – 6:56

Bonus track zatytułowany "La Spirale" znalazł się na japońskiej edycji albumu.